# テゲトフ級戦艦
| テゲトフ級戦艦                               | テゲトフ級戦艦 |
| -------------------------------------------- | --- |
| 「フィリブス・ウニティス」                   | |
| 艦級概観                                     | |
| 艦種                                         | 戦艦 |
| 艦名                                         | |
| 前級                                         | ラデツキー級 |
| 次級                                         | モナーク代艦 |
| 性能諸元(括弧内はシュツェント・イストファン) | |
| 排水量                                       | 常備：19,698トン 満載：21,595トン（21,689トン） |
| 全長                                         | 152.2m |
| 水線長                                       | 151.4m |
| 全幅                                         | 27.3m |
| 吃水                                         | 8.2m |
| 機関                                         | ヤーロー式石炭・重油混焼水管缶12基 ＋パーソンズ式直結タービン2組4軸推進 （バブコック・アンド・ウィルコックス式石炭・重油混焼水管缶12基+AEGカーチス式直結タービン2基2軸推進） |
| 最大出力                                     | 27,000hp （26,400hp） |
| 最大速力                                     | 20.3ノット （20.0ノット） |
| 航続距離                                     | 10ノット/4,200海里 |
| 燃料                                         | 石炭：5,600トン（満載） 重油：162トン |
| 乗員                                         | 1,087名（1,094名） |
| 兵装                                         | シュコダ 30.5cm（45口径）三連装砲4基 シュコダ 15cm（50口径）単装砲12基 シュコダ 6.6cm（50口径）単装速射砲18基 シュコダ 6.6cm（18口径）野砲2基 53.3cm水中魚雷発射管単装4基 |
| 装甲                                         | 舷側：280mm（水線中央部）、160～150～130～110mm（水線端部）、180mm（第二甲板中央部）、110mm（第二甲板端部）、25mm（機関部隔壁） 甲板：36mm（18mm×2） 主砲塔：200mm（前盾傾斜部）、280mm（前盾垂直部・側盾）、280mm（後盾）、150mm（天蓋水平部）、60mm（天蓋傾斜部） 主砲バーベット部：280mm（一段目）、160mm（二段目）、100mm（三段目側面）、80mm（三段目前後面） 副砲ケースメイト：180mm 司令塔：260mm（上段部）、280mm（下段部）、30mm（天蓋部） 艦底：19mm 前部司令塔：280mm（側盾）、60mm（30+30）天蓋）、中央部司令塔：180mm（側盾）、30mm（天蓋）、後部司令塔：210mm（側盾、30～60mm（天蓋） |

テゲトフ級戦艦 (Tegetthoff-Klasse) は第一次世界大戦前にオーストリア＝ハンガリー帝国海軍が建造した弩級戦艦の艦級である。
本級は同国海軍の建造・保有した唯一の弩級戦艦である。

## 概要
オーストリア＝ハンガリー帝国海軍は当初は前級に引き続き準弩級戦艦を建造する予定であったが、アドリア海を挟んで対峙するイタリア王国が弩級戦艦「ダンテ・アリギエーリ」を着工すると、直ちに計画を弩級戦艦に変更した。
同時期の列国の戦艦の中で、主砲に三連装砲塔を採用し、かつ背負式配置を採用して主砲塔全てを船体中心線上に配置している点が先進的と評価されている。
設計はトリエステのSTT（Stabilimento Tecnico Triestino）社で、前オーストリア海軍造船監であったジークフリート・ポッパーが関わっているとされる。計画は4隻の建造が承認され、1番艦が1910年に着工し、同型艦が1912年から1915年に相次いで竣工した。第一次世界大戦の休戦協定締結後、連合国の管理下におかれる。日本海軍の第二特務艦隊がアドリア海での監視に協力した際には、駆逐艦の将兵が抑留中の本級を視察した。

## 艦形

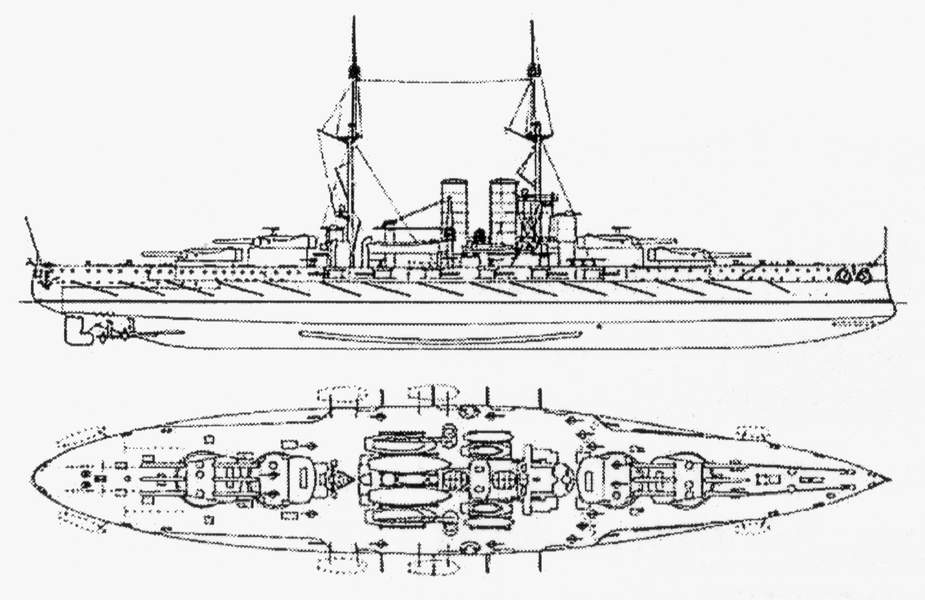
テゲトフ級の艦形図。

本級はジークフリート・ポッパーの設計で、艦形は前級である準弩級戦艦「ラデツキー級」に似た低く重厚なデザインでまとめられていた。船体は平甲板型船体で、艦首水面下には衝角（ラム）を有していた。主砲は、前後甲板に三連装砲塔に収めて背負式で各2基を装備した。これにより、計4基の主砲塔が艦中心線上に配置される形となった。

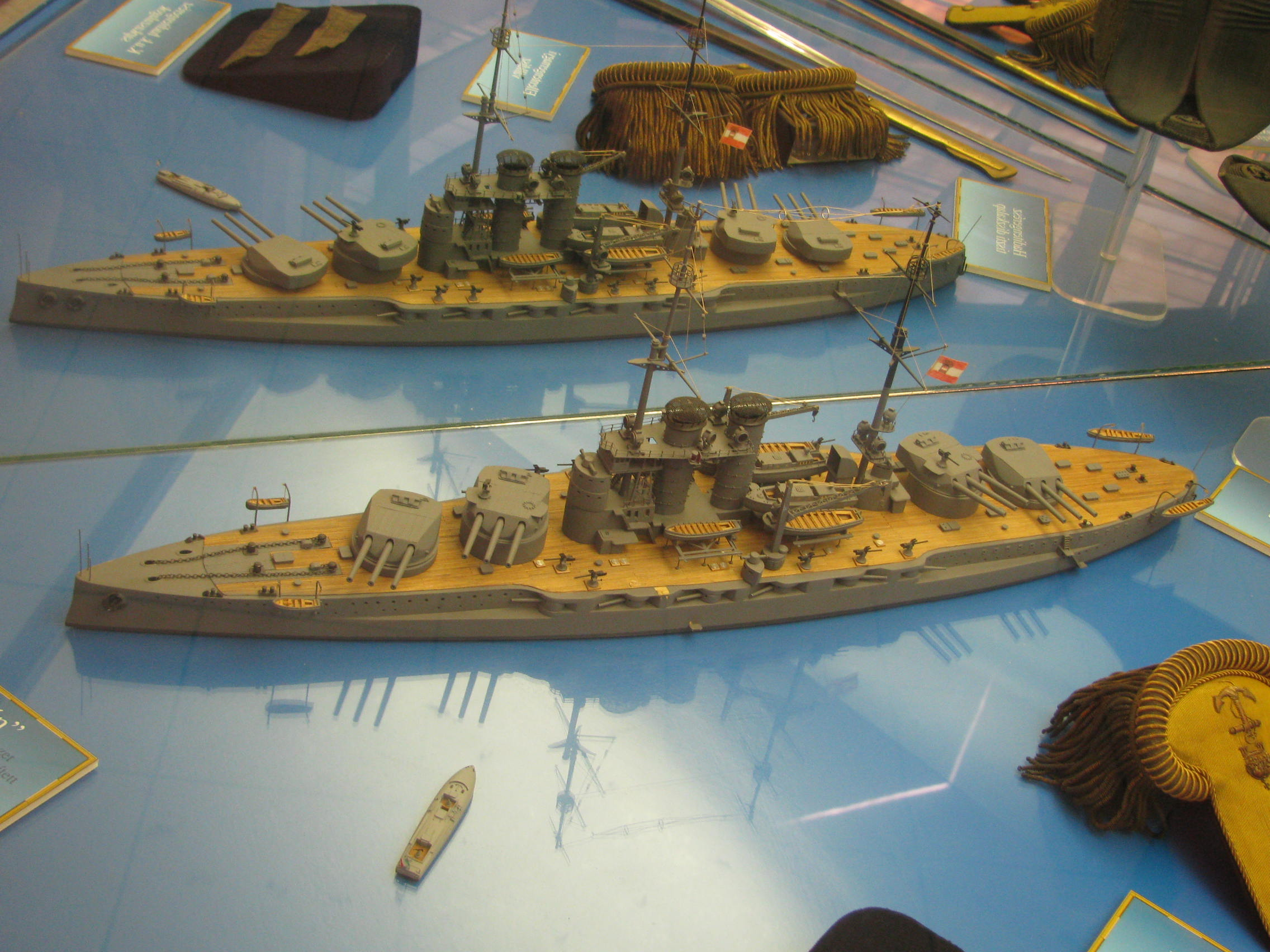
「シュツェント・イストファン」の模型。艦橋の形状が姉妹艦と異なる。

艦中央部には、司令塔を組み込んだ操舵艦橋の背後に単脚式の前部マストが立ち、その後ろには2本煙突が立つ。4番艦の「シュツェント・イストファン」のみ艦橋近辺の構造が異なり、操舵艦橋部分のフラットが2番煙突にまで延長されて探照灯台が設置されており、2番煙突の後方には艦内に外気を送る吸気ダクトが設けられていた。2番煙突背後に艦載艇搭載架台が、両舷には各1基の揚収用クレーンが、それぞれ設けられた。煙突の後方には単脚式の後部マストと後部司令塔が配置された。煙突の後方に艦載艇搭載部を設けたのは主砲発砲時の爆風の影響を軽減するためである。

主砲塔の配置はイタリア海軍の「ダンテ・アリギエーリ」が主砲塔を甲板上に等間隔に配置していたのに対し、本級はアメリカ海軍の「サウス・カロライナ」級と同じく、前後共に背負式配置を採用している。背負式配置は全長を短縮できるメリットがあるが、高所にある主砲塔が艦の重心を上げて横揺れが大きくなる傾向にあるので、排水量2万トン前後の弩級戦艦時代ではあまり積極的に採用している国は多くない。本級を運用する海域が波浪の少ない内海であるアドリア海であったことから、弩級戦艦の中でも比較的小型の本級で背負い式配置を採用することが可能となった。副砲は、船体中央部舷側のケースメイト（砲郭）部に配置され、単装砲架で片舷6基ずつ計12基が配置されていた。。
艦首形状は水線下を膨らませて艦首の浮力を稼ぐイギリス式を採用したが、衝角から下の部分を斜めにカットして水中魚雷発射管を装備したのはドイツ式である。カットの度合はドイツ艦と比べても大きく、低速時の直進性はかなり損なわれたと伝えられる。船体後部の舵はこの世代としては珍しい並列式の二枚舵で、比較的短い全長と艦首形状と相まって旋回圏は戦艦としては小さく、運動性に優れていた。しかし、重心が高めなため、全速で舵を一杯にとると艦が10度近くも傾斜した。特に主砲塔の指向方向と艦の旋回方向が一致していた場合は、主砲塔の重量のため傾斜が復原性能上危険な水準に達し、高速時に敵側へ向かう急転舵は行うことができなかった。。

## 兵装

### 主砲

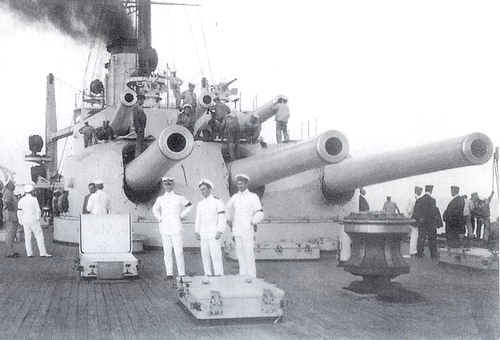
「テゲトフ」の3番主砲塔と4番主砲塔。

本級の主砲は前級に引き続き帝国内の火砲メーカーであるシュコダ製1910年型 K10 30.5cm（45口径）砲を採用した。当時の30.5cm砲弾としては重量級に属する砲弾重量450kgの徹甲弾を使用し、仰角20度での射程20,000mという性能であった。砲塔の装填機構は仰角2度の固定角度装填形式で、砲身の俯仰能力は仰角20度から俯角3度、旋回角度は首尾線方向を0度として左右140度であった。発射速度は竣工時は毎分2発であった。砲弾の搭載定数は砲1門につき76発とやや少なかった。。
イタリア海軍に次いで三連装砲塔を弩級戦艦時代において採用した数少ない艦級の一つで、砲塔の開発もシュコダ社である。この30.5cm三連装砲の開発に際しては、ヴィッカース社からの技術導入が行われている。しかし、当時三連装砲塔の開発は他国にも類例が少なく、本級の主砲では経験不足からその後は見られないような設計が採用されていた。のちの時代においては、砲弾と装薬を装填機構まで運ぶ揚弾機は主砲1門につき1基が付くのが普通であるが、これに対し、シュコダ社は構造を簡略化して重量を軽減する目的から揚弾機は各砲身の間に1基ずつの計2基しか設置しなかった。これにより、3門のうち中央砲の装填には左右どちらかの揚弾機を併用するしかなく、戦闘時には実質的な火力は8門しか使えないこととなった。
本級の設計当時は全ての門数を使用する急斉射を行うことは稀で、通常は弾着観測の容易さと実勢発射速度の向上を目的として全ての門数を使用せず、半分の門数を使用する交互打方（こうごうちかた）による斉射方法が主流であったため、発射待ちの砲身は最大でも2門なので毎斉射での6門発射はほぼ確実に確保でき、交互打方で見る限りは出弾率はさほど低下しないと机上では考えられていた。しかし、照準が合致した後の戦闘時には自ずと揚弾機はフル稼働状態となり、中央砲の分の揚弾機が無いことは弱点になりうる。本級以外の三連装砲の採用例では、アメリカ海軍の14インチ45口径砲塔が揚弾機2基(左揚弾機が左砲と中砲を担当する。但し揚薬機は1門につき1基)であった。その他は、いずれも砲と同数の揚弾機を装備している。

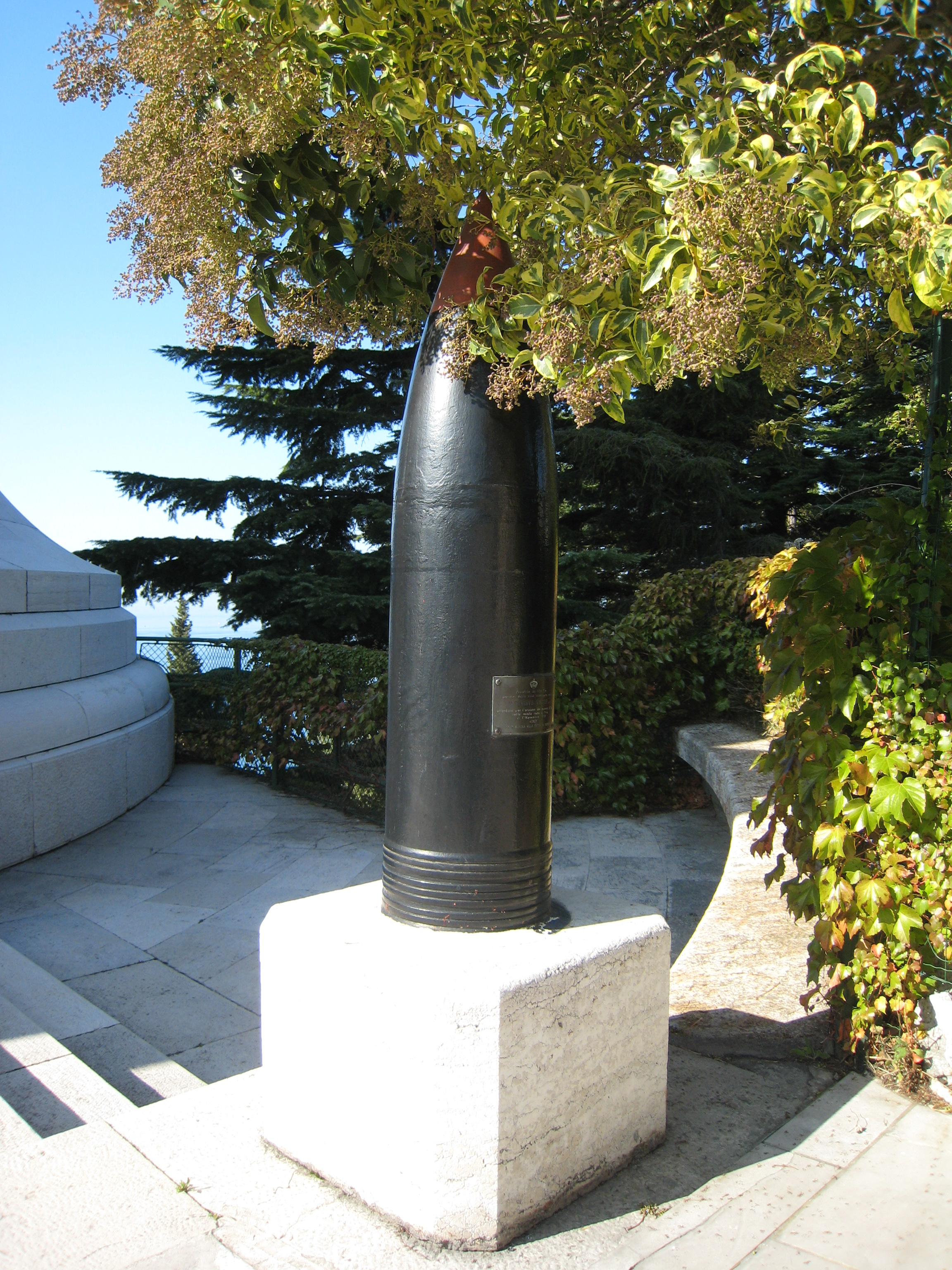
現代に残る30.5cm砲弾
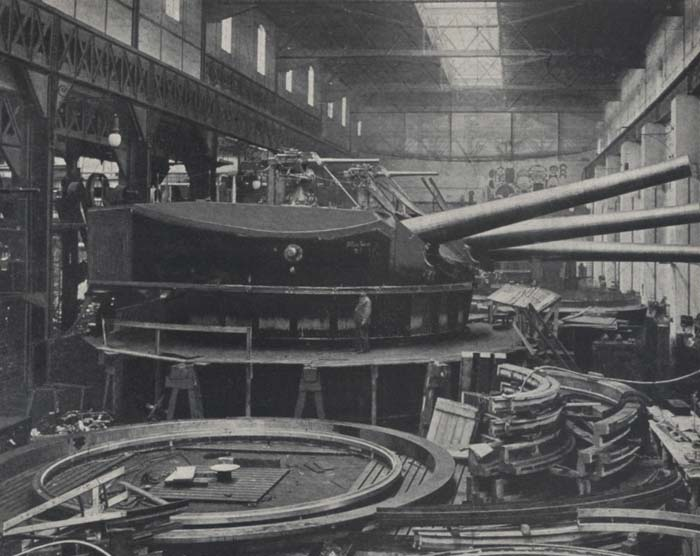
シュコダ工場で組み立て中の「30.5cm（45口径）三連装砲」
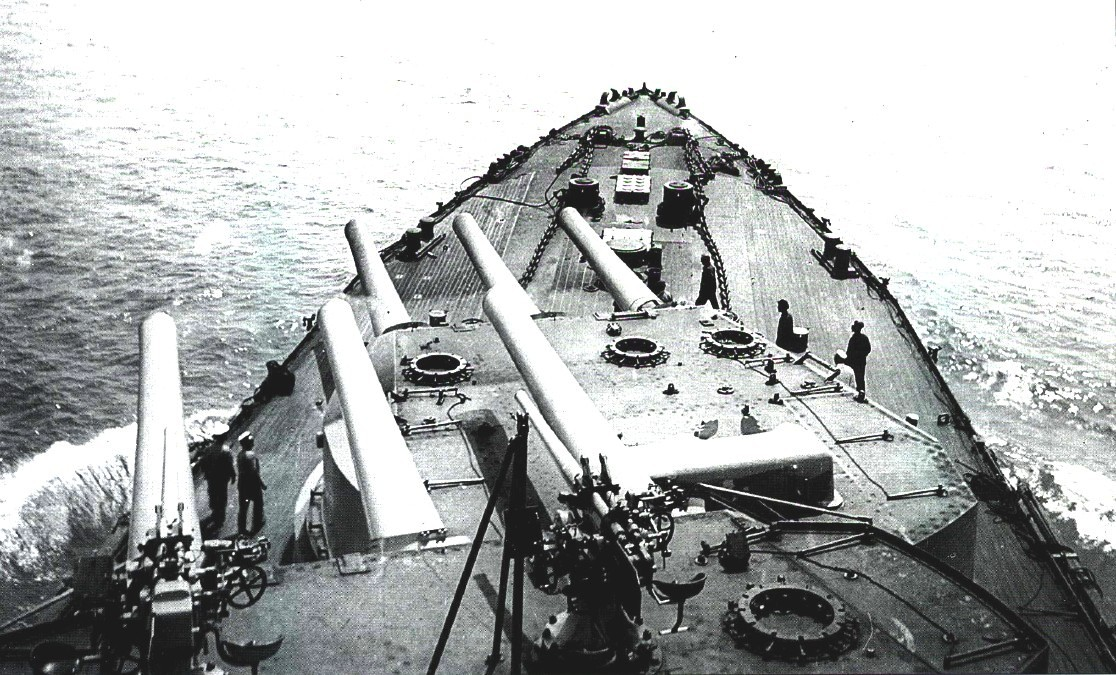
主砲塔上の6.6cm単装速射砲

### 副砲・水雷兵装
本級の副砲は、フランスやドイツなどの欧州戦艦と同様に打撃力を重視する考え方から、シュコダ社の新設計1910年型 K10 15cm（50口径）砲を採用した。この点イタリア海軍などがイギリスにならい、速射性を重視して12cm砲を採用したのとは異なっている。その性能は、重量45.5kgの砲弾を使用した場合、仰角15度での射程15,000mであった。 砲身の俯仰能力は仰角15度・俯角6度で、旋回角度は120度であった。装填形式は自由角度装填で、発射速度は人力装填のため毎分6発であった。これを一番甲板と二番甲板の間に単装砲形式で片舷6門計12門を装備した。門数が少ないのは装備可能位置が艦中央部に局限されたためである。その他に、水雷艇反撃用に6.6cm（50口径）速射砲を単装砲架形式で計18基装備した。
水雷兵装として、53.3cm水中魚雷発射管を艦首と艦尾に1門ずつと2番主砲塔の左右に1門ずつの計4基装備した。

## 防御

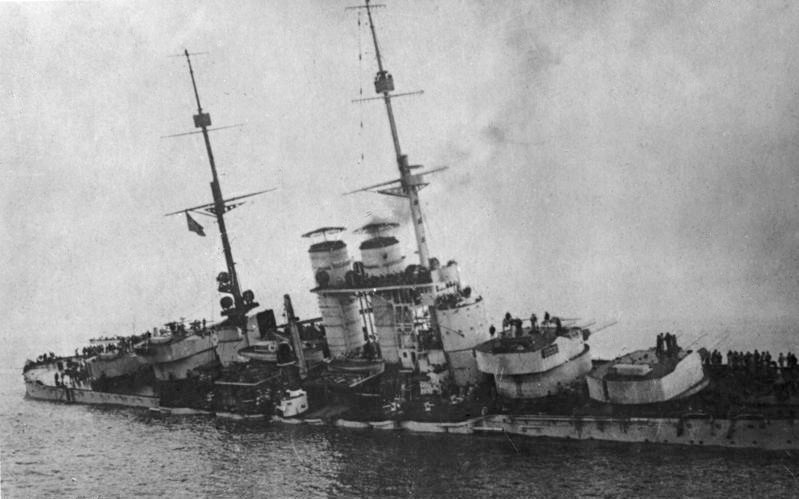
浸水する「セント・イシュトヴァーン」。

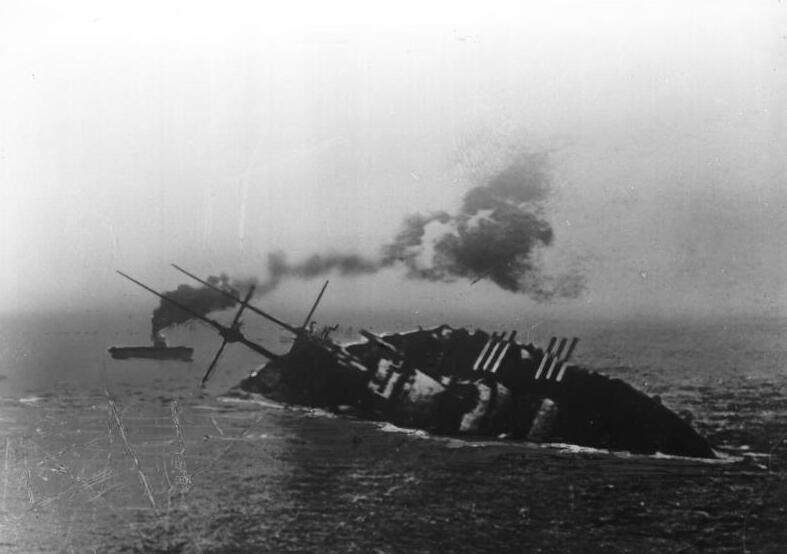
転覆・沈没する「セント・イシュトヴァーン」。

オーストリア＝ハンガリー帝国海軍の戦艦の防御は当時としては優れた部類に入り、艦内の居住性を苦しいものとしてもダメージコントロール装置と防御区画の充実を図っていたとされる。本級においても、大海での作戦行動は考慮に入れられていないので、燃料搭載分を減少して浮いた重量を防御重量に充てた。この他、主砲配置の面でも努力したように、充実した装甲防御力と重兵装を備えながら比較的小型の船体にまとめた設計であった。
本級の防御様式は、水線部付近の広範囲を広く薄く防御する全体防御形式であり、ドイツ海軍の主力艦とも類似している。水線部の装甲は最大装甲厚280mmと厚くはないが1番主砲塔から4番主砲塔の間にかけて主装甲範囲は広くとってあり、集中防御方式とは対極的な防御方式となっている。主装甲帯から艦首と艦尾にかけての水線部装甲は150mmから130mmへとテーパーした。また、水平防御は18mm装甲と+18mm鋼材で計36mm（30mmとする資料も）の甲板装甲に、舷側と接続する48mm（30mm+18mm）の傾斜装甲甲板を組み合わせている。また、対機雷防御として艦底部に水平に25mmの甲鉄を張っている。
但し、艦形の小ささから、艦内の水雷防御縦壁の配置などに無理を生じたきらいがあった。4番艦のセント・イシュトヴァーンは、洋上での戦闘航海中に第2ボイラー室付近に受けた1発ないし2発の魚雷に水雷防御縦壁を破られ、最大容積を持つ缶室区画に大浸水を起こし、短時間で右舷側区画で浸水が拡大して転覆沈没するに至った。

## 機関

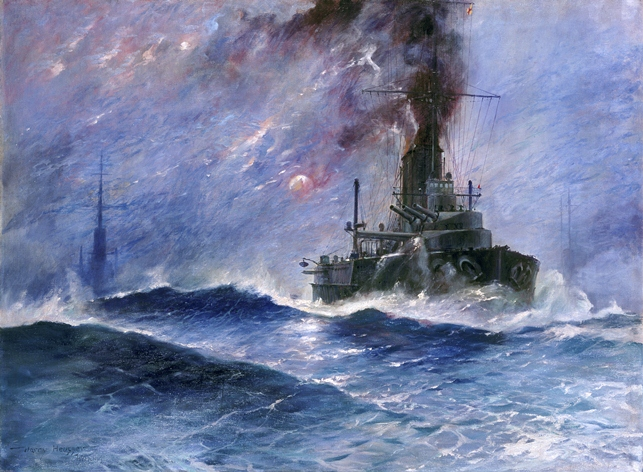
航行するフィリブス・ウニティスを描いた絵

1番艦から3番艦については、主缶をヤーロー式石炭・重油混焼缶とし、12基を搭載した。主機械は当時の最新技術である蒸気タービンを選択し、パーソンズ式直結タービンを採用した。この蒸気タービン機関は、それぞれ別個の推進器を有する高圧タービンと低圧タービン各1基を1組とする構成としており、これを各舷1組宛搭載し、2組4軸で機関出力27,000軸馬力を得、速力20.3ノットを達成した。
4番艦「セント・イシュトヴァーン」のみは機関部の構成が異なり、主缶はパブコック＆ウィルコックス社製石炭・重油混焼缶12基とし、主機械もAEG-カーチス式直結タービン2基とした。機関出力26,400軸馬力を2軸で賄い、速力は20.0ノットとなった。

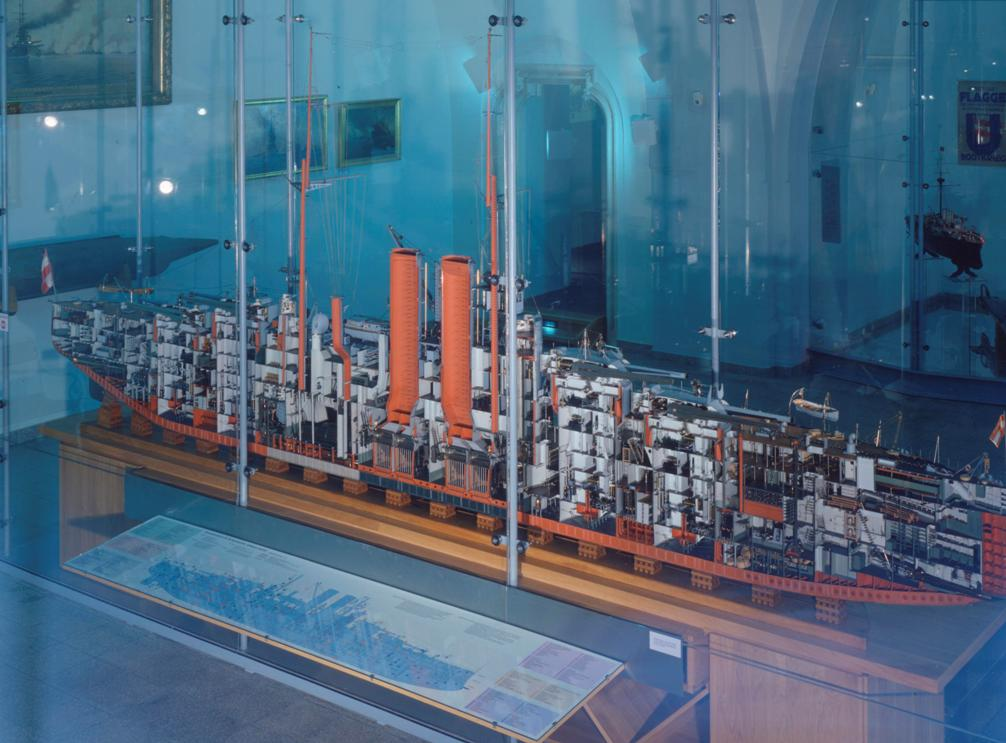
フィリブス・ウニティスの断面模型

1番艦から3番艦までの機関配置は、一つの缶室につき主缶3基ずつを並列に二列に配置して6基を搭載し、缶室2室の後方に縦隔壁で左右に分かれた機械室が配置され、各機械室内には外側に高圧タービン1基、内側に低圧タービン1基が設置された。缶室・機械室を交互に分離する配置は採用されておらず、状況によっては1発の被弾で双方の缶室の破壊につながる恐れはあった。4番艦「セント・イシュトヴァーン」は機械室の構成を異にするものの、同艦の喪失時の浸水拡大はこの缶室配置も影響した可能性が考えられる。第2缶室からの浸水は隔壁により抑えられる筈で、第1缶室の発生蒸気で駆動する蒸気ポンプで排水作業を行ったが、浸水を隔壁が止められずに遂に第1缶室も冠水して排水が不可能になり、航行も不能となった。

## 同型艦

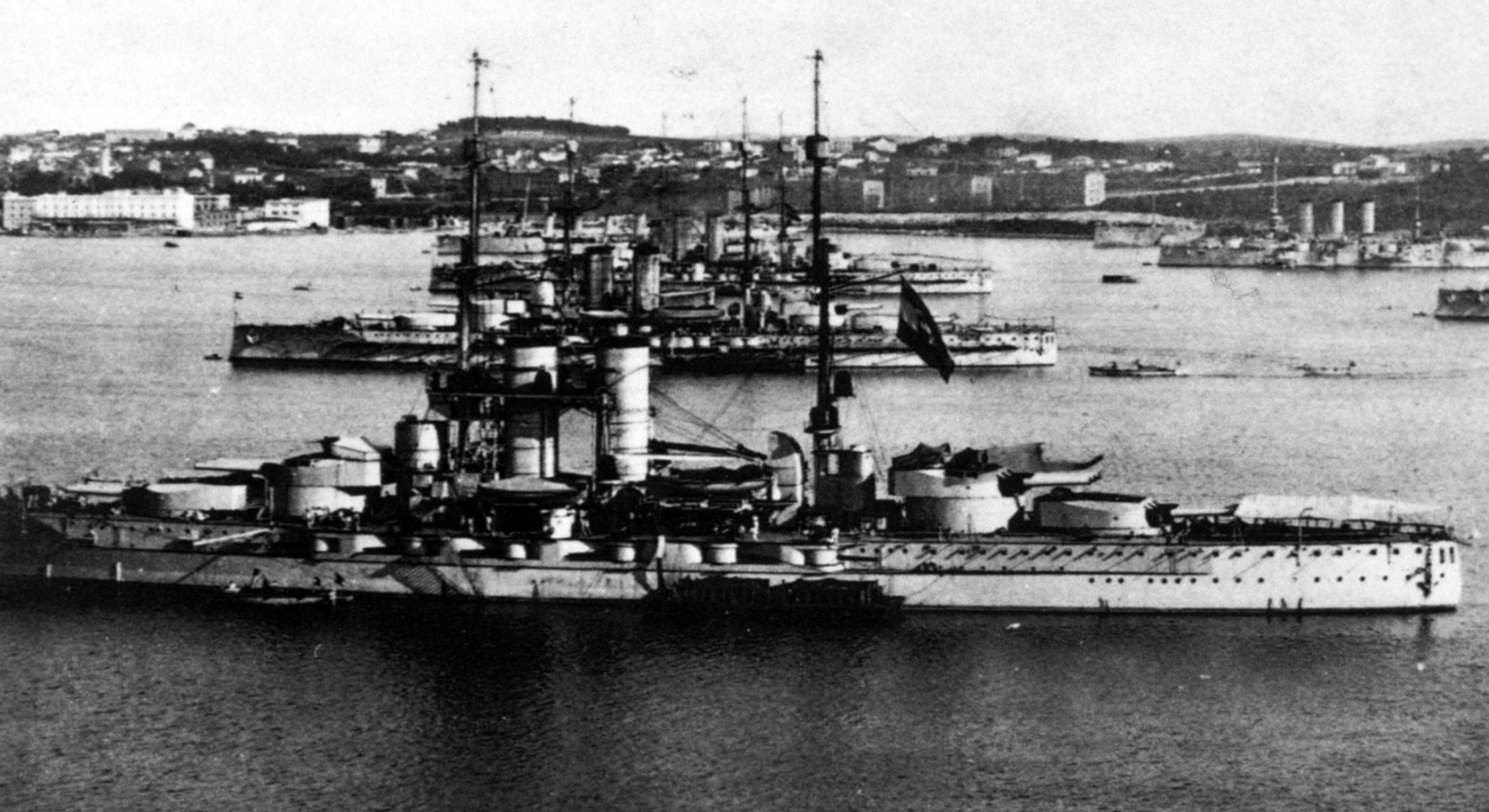
写真はポーラ軍港に憩う本級3隻。中央右奥に見えるのは前弩級戦艦エルツヘルツォーク・カール級の1隻

- フィリブス・ウニティス

STT（スタビリメント・テクニコ・トリエスティノ）社サン・マルコ造船所（トリエステ）にて1910年7月24日起工、1911年6月20日進水、1912年10月5日竣工。第一艦隊第一戦隊に配属。当初はオーストリア海軍のヴィルヘルム・フォン・テゲトフ提督の名を冠する予定であったが、フランツ・ヨーゼフ1世の要望で本人のモットーである「フィリブス・ウニティス」と改名された。（ただし、艦級名はテゲトフのままであった）「フィリブス・ウニティス(Viribus Unitis)」とはラテン語で「力を合わせて」の意味。1916年、オーストリア・ハンガリー二重帝国海軍旗艦に就く。1918年にユーゴスラビア国成立後に10月31日、ポーラ軍港にて戦艦ユーゴスラヴィアと改名。ユーゴスラビア人により運用されることとなった。11月1日、イタリア海軍はポーラ奇襲作戦を実施する。同海軍の工作員2名により艦底部にミグナッタ爆薬（リンペット機雷）を仕掛けられ、6時28分に爆発して横転沈没した。その後は1920年から1930年代にかけて解体処分された。
- テゲトフ

STT社サン・マルコ造船所（トリエステ）にて1910年5月24日起工、1912年3月31日進水、1913年7月14日竣工。第一艦隊第一戦隊に配属。第一次世界大戦勃発時にオーストリア・ハンガリー二重帝国海軍旗艦に就き、1916年に旗艦任務をフィリブス・ウニティスに異動させて退く。1918年6月10日イタリア海軍の魚雷艇の襲撃により魚雷1本を受けるも不発。休戦協定後、連合国の管理下におかれる。日本海軍やアメリカ海軍の将校も視察した。1919年3月25日に賠償艦の指定を受けてイタリアに引き渡され、1925年に解体処分。
- プリンツ・オイゲン

STT社サン・マルコ造船所（トリエステ）にて1912年1月16日起工、1912年11月30日進水、1914年7月8日竣工。第一艦隊第一戦隊に配属。休戦協定後、連合国の管理下におかれる。日本海軍やアメリカ海軍の将校も見学した。1920年に賠償艦の指定を受けてフランスに引渡し。フランス海軍移管後は武器・装甲を撤去されて標的艦として運用されて1922年に砲撃目標として撃沈処分。
- セント・イシュトヴァーン

ダヌビウス社フィウメ造船所にて1912年1月29日起工、1914年1月17日進水、1915年11月17日竣工。第一艦隊第一戦隊に配属。1918年6月10日に連合国により閉塞されたオトラント封鎖線の突破を図るもイタリア海軍の魚雷艇からの雷撃を受け、2発が右舷中央部に命中。応急処置の失敗により浸水が拡大して「テゲトフ」による曳航を行うも失敗。横転沈没。

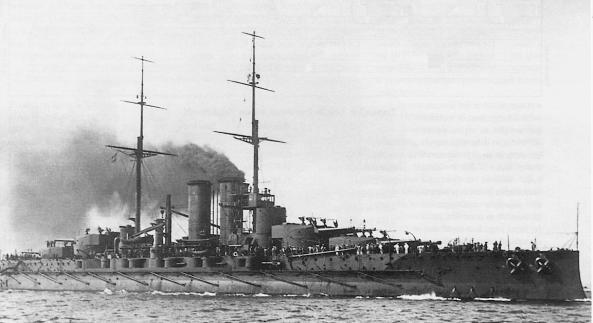
戦艦「フィリブス・ウニティス」
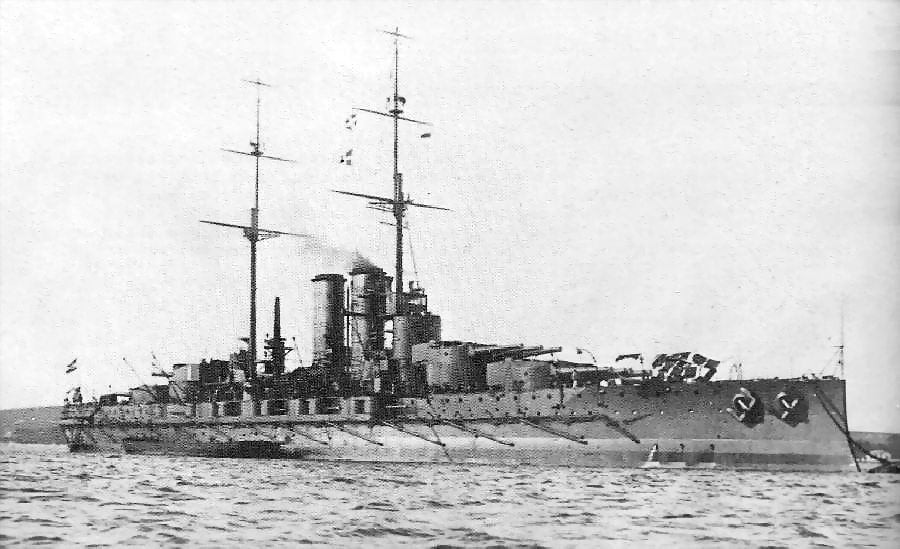
戦艦「テゲトフ」
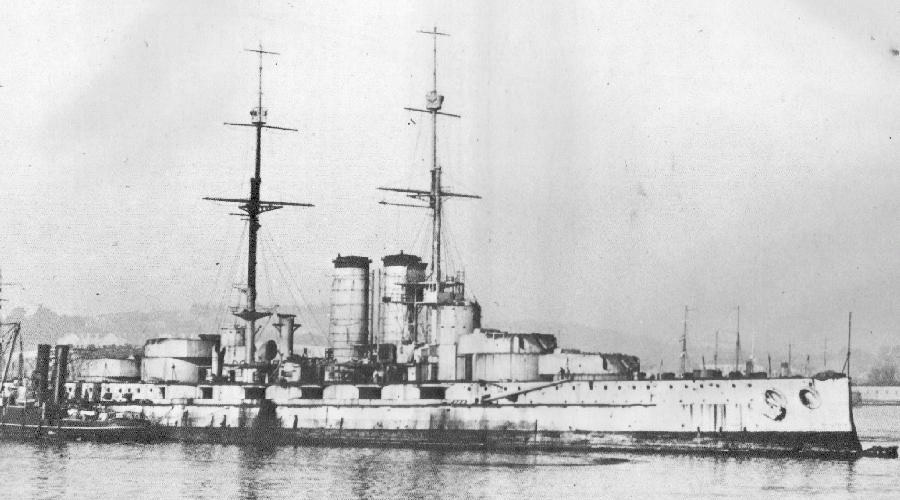
フランス移管後の標的艦「プリンツ・オイゲン」
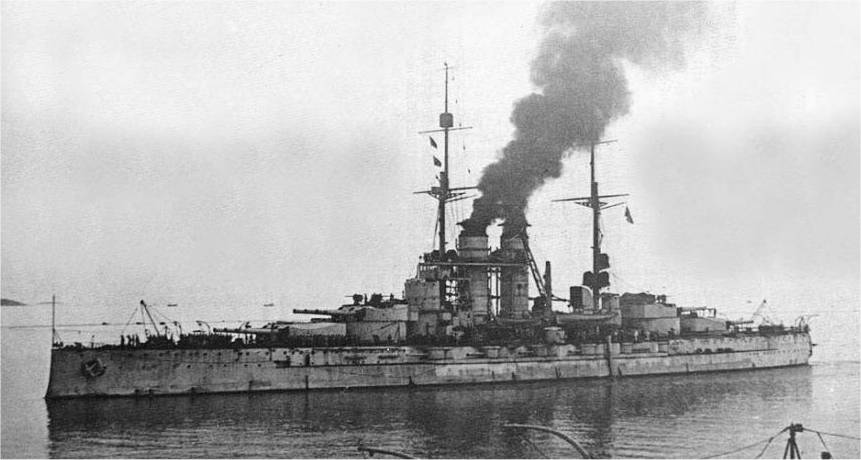
「セント・イシュトヴァーン」。本艦のみ機関構成が異なっていた。